# Betsabé

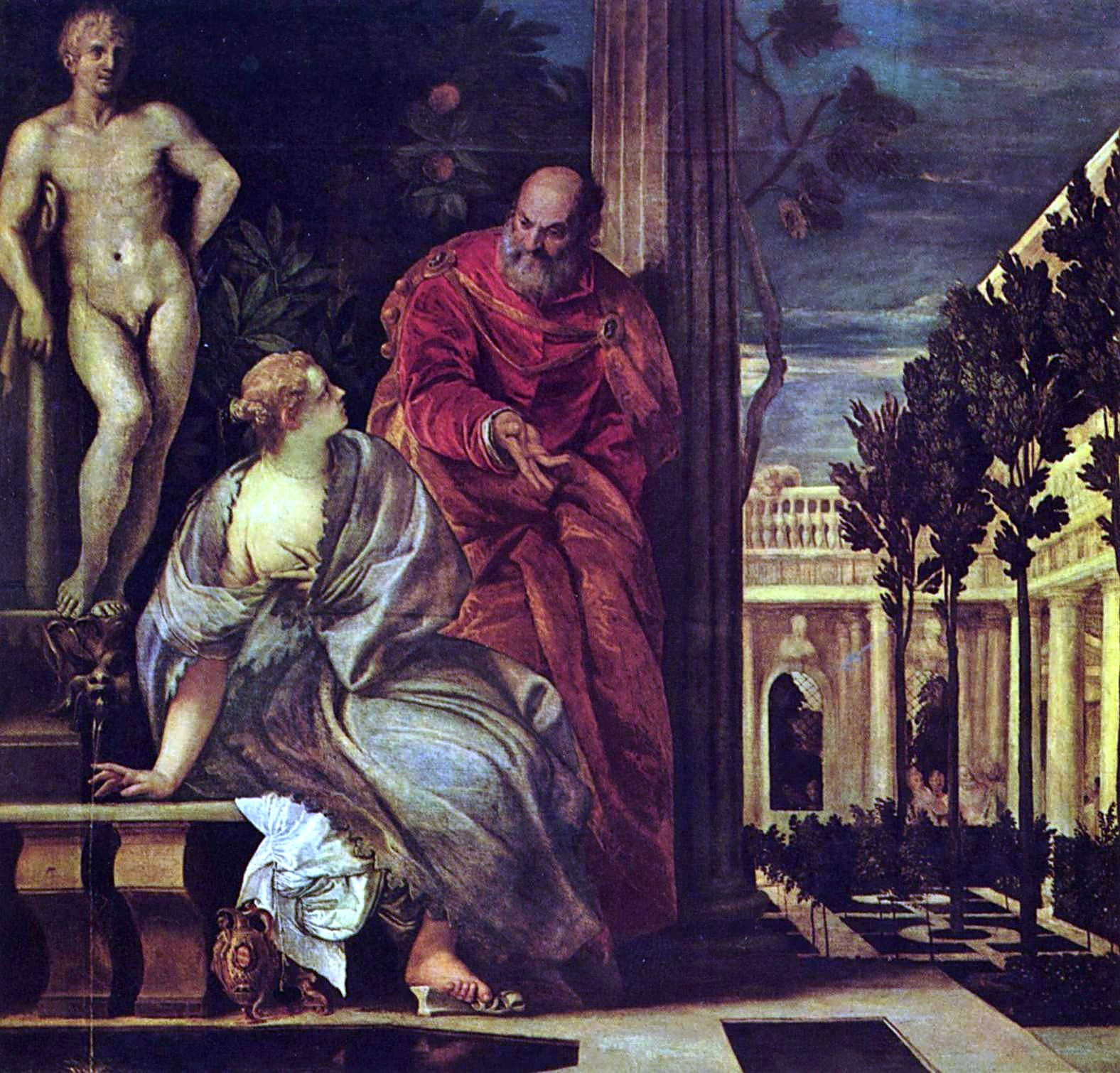
Betsabé al bany, de Paolo Veronese, que es conserva al Musée des Beaux-Arts de Lió

Betsabé (en hebreu בַּת שֶׁבַע Bat Xéva) segons la Bíblia fou l'esposa del rei David i la mare de Salomó. Abans de casar-s'hi, però, David va cometre adulteri amb ella, quan era l'esposa d'un dels seus millors guerrers. D'aquesta relació adúltera n'esperaven un fill. Davant això, els amants intentaren ocultar la identitat del pare de la criatura i alhora tapar el seu pecat: Per això, David posà en perill de mort el marit de Betsabé, per d'aquesta manera quedar-se amb ella quan enviudés. La història apareix a l'Antic Testament, en el Segon llibre de Samuel i el Primer Llibre dels Reis.
Betsabé era filla d'Eliam i estava casada amb un dels herois de David, de nom Uries l'hitita. El Rei David va enamorar-se d'ella i la va portar a palau. Després de jeure amb ella es va quedar embarassada. Aleshores, David va fer portar-li alguns presents al marit i després el va posar a primera línia de l'exèrcit d'Israel, donant ordre a la resta de soldats de l'exèrcit que se n'allunyessin perquè l'enemic el pogués matar més fàcilment. Un cop Uries fou mort, David va poder casar-se amb Betsabé.
El fill que havia engendrat va morir pocs dies després de néixer, segons el profeta Natan com a càstig diví pel comportament menyspreable de David. Més tard, Betsabé i David tingueren un altre fill, de nom Salomó, que succeiria David i seria l'últim dels reis d'Israel de la història. Aquest episodi bíblic va inspirar la cançó Hallelujah de Leonard Cohen, que ha estat molt versionada posteriorment.